# Гурджаани
Гурджаани (на грузински: გურჯაანი) е град в Грузия, център на едноименен район в областта Кахетия.

## География
Градът е разположен на планински склон, по поречието на река Навтисхеви, приток на Кура, на 415 m надморска височина. Формата му може мислено да се сведе до квадрат.

## Население
Населението на Гурджаани през 1989 г. е 12 600 души, през 2002 намалява на 10 000 души, а през 2014 тенденцията към намаление се запазва и жителите наброяват вече 8024.

## Градска среда
По дясната страна на мисления квадрат върви шосето от Сигнахи за Телави, което в града носи името Тависуплеба, „Свобода“. По нея, нагоре по склона, са разположени главно паркове, под които е самият град. Пространството, заключено между реката, ул „Тависуплеба“ и жп линията, оформя южната част на града.
Макар и силно запуснат, градът има полукурортен вид. По улиците са посадени много ели, които са най-разпространените дървета в града. В селището има един стар храм, построен през 8 век – „Квелацминда“, който е разположен малко извън града. Втората църква, въпреки че външно изглежда стара, е построена през 2012 г.
На север от южния квартал се намира центърът, който е малък, с приблизителни размери 500 х 500 m. На улица „Нонешвили“, която разполовява централната градска част, са разположени банката „Либерти“, клон на Грузинската държавна банка, кафенета, магазини, фризьорски салон и фотоателие. Кафенетата и ресторантите са малко, а най-големият хотел е „Реби“, със 17 стаи, разположен близо до мемориала. Па улиците обаче на много места се продават опаковани в кутии храни и по този показател градът надминава даже Сигнахи, а и всички останали в Кахетия, с изключение на Телави.
В началото на улица „Нонешвили“ се намира стоянка за таксита, а при пресичането и с улица „Руставели“ – голямото здание на общинския съвет. Срещу него е сградата на Гуджааранската телевизия.
В горната част на града се намира музеят Нато Вачнадзе. По-надолу, близо до моста, е изграден големият храм в старинен стил, с извор до него. Над храма е разположен запустял парк. Също там се намира и домът на князете Шаликашвили, превърнат днес в музей на бойната слава.
Вдясно от храма, на брега на реката е организиран неголям пазар, интересен с домашната храна, която предлага – хачапури, хляб, лобио (фасул по грузински), сирене и други.

## Църквата „Квелацминда“
Въпреки че изглежда скромно, църквата „Квелацминда“ е уникален паметник на средновековното грузинско строителство. Тя е единствената в Грузия двукуполна църква – сив каменен храм с правоъгълна форма в план. В центъра на покрива, абсолютно симетрично се издигат две малко квадратни кулички, покрити с чадърообразни куполи. Единственият вход представлява малка врата, на фасадата над която има сляп, полусферичен люнет.

## Култура
Обектите на културата в града са представени от няколко музея и театрална сграда, която в наше време остава неизползвана.
- Музей на бойната слава – организиран в бившия дом на князете Шаликашвили. В него е отделена зала, посветена на американския генерал от грузински произход Джон Шаликашвили.[1]

- Музей, посветен на грузинската актриса Нато Вачнадзе. Тя е живяла в Гуджаарани, когато е открита и са ѝ предложени две големи роли в киното, донесли ѝ голям успех. Музеят се помещава в две сгради от 19 век, в които са се съхранили и марани в добро състояние.[1]
- Мемориалът на Великата отечествена война е нещо като визитна картичка на града. В сравнение с такива мемориали в други градове, той е особено голям.[1] Използван е фактът, че главният герой от филма „Бащата на войника“ е винопроизводителят от Гуджаарани Георгий Махарашвили, който губи сина си във войната. В центъра на мемориала е издигнат негов паметник с височина 15 m, изработен от мед.[4]

## Икономика
С четирите си винзавода Гурджаани е център на винопроизводството, много характерно за цяла Кахетия. Най-големият от тях е АО „Гурджаани 1929“, основан още през съветско време под названието „Червената марани“. Намира се в северната част на града, зад Ахталския парк. Произвежда марките „Саперави“, „Мукузани“, „Ерети“, „Киндзмараули“, „Алазанска долина“ и бялото сухо „Гурджаани“.
Близо до него е друг винзавод – „Грузвинпром“, в който има стар склад за вино, съхранено в около 200 двутонни квеври.

## Транспорт
През града преминава жп линия и има изградена гара, но в наше време оттам не минават влакове. Стоянки за таксита има на две места.

## Кални бани
Туристите са привлечени в Гурджаани от калните бани Ахтала. Макар и миниатюрен, това е единственият действащ кален вулкан в Грузия и се използва непрекъснато. Намира се в самия център на града, между улиците „Свобода“, „Тамара“, „Руставели“ и „Пурцеладзе“. Главният му вход е срещу театъра, откъм улица „Тамара“.
Пространството е оформено като парк, а двата „кратера“ на калния вулкан, в които клокочи вряща, сива кал, се намират ниско долу, на дъното на нещо като котловина. В центъра и се вижда слабо изразеният конус на спящия вулкан, а около кратерите, в почти правилен кръг, е израснала трева. Малко по-нататък има още един източник на кал, който обаче е трудно достъпен, заради силно разкаляния терен. Когато времето е сухо, калта застива и върху нея може лесно да се ходи.

## Крайградски забележителности
Около града има няколко села с интересни забележителности
- Зегаани – в него се намира най-стария завод за вино в района, основан през 1820 г. Произвежда вино от сортовете „Мукузани“ и „Ркацители“.[4] На няколко километра от него, в гората е разположен манастирски комплекс с храмове от 5 – 6 век.[1]
- Череми, село, край което се намират руините на стар едноименен град.[1]
- Велисцихе – село с три храма и музей на виното, поместен в голяма каменна сграда в центъра на селото. В него е отделена зала с предмети от бита и старинни предмети, свързани с производството на вино – съдове, дрехи, музикални инструменти, преси за вино и други. Има и старинна марани, с вкопани квеври.[1](5)